# Prime Video
Prime Video (även skrivet Amazon Prime Video) är en Video on demand-tjänst som erbjuder film och TV-serier. Prime Video är sedan den 7 september 2006 en del av företaget Amazon, med huvudkontor i Seattle, Washington. Den 14 december 2016 lanserades Prime Video i över 200 länder, däribland Sverige.

## Mottagande

### Sverige
När Testfakta granskade streamingtjänster 2017 fick Prime Video plus för serieutbudet, stödet för många plattformar och bildkvalitén. Samtidigt fick tjänsten minus för bland annat bristen på nya filmer och utbud för barn, dålig användarvänlighet och bristfälligt stöd för svenska undertexter.
År 2020 gav IDG-tidskriften M3 Prime Video betyget 3 av 5. De ansåg att tjänsten var billig, att det exklusiva innehållet förbättrats sedan tidigare och att den hade bra tekniskt stöd. Dock att det var en liten andel sevärt utbud och att undertexterna var undermåliga.